# Шароши, Золтан
Золтан Шароши (венг. Sárosy Zoltán, англ. Zoltan Sarosy; 23 августа 1906, Будапешт — 19 июня 2017, Торонто) — канадский шахматист венгерского происхождения.

## Биография
Родился Золтан в 1906 году в Будапеште. Начал играть в шахматы в 10 лет. Учился в Венском университете. Вернувшись в Венгрию, в 30-х годах стал победителем нескольких чемпионатов, получив звание национального мастера в 1943 году. В 50-х годах Шароши переехал в Канаду и продолжал играть по переписке, став чемпионом страны в этом виде соревнований в 1967, 1972 и 1981 годах. Много позже, когда ему исполнилось 95 лет, мастеру пришлось перейти на онлайновый режим игры.

## Турниры
Шароши выигрывал шахматные турниры в разных городах Венгрии, включая Надьканижа (1929), Печ (1932) и Будапешт (1934). Во время Второй мировой войны Золтан выиграл венгерский мастер-турнир претендентов на Диосгур 1943. После военного периода в лагере для беженцев в Западной Германии Шароши переехал во Францию в 1948 году. Золтан провёл тренировочный матч (2-2) в Эльзасе с чемпионом Анри Сапин в 1950 году, а затем эмигрировал в Канаду, переехав в Галифакс, а затем поселившись в Торонто. В Торонто Шароши начал играть в заочные шахматы. Золтан Шароши являлся старейшим шахматистом из когда-либо живших на Земле и первым из всех шахматистов, перешагнувшим 110-летний рубеж. В 2006 году Золтан Шароши был введён в канадский шахматный Зал славы.

## Семья
- Жена — Хейно Мелло (ум. 1998).